# Livin’ My Life
Livin’ My Life (englisch für „Leb’ mein Leben“) ist ein Lied der belgischen Vocal-Trance-Formation Sylver. Der Song ist die erste Singleauskopplung ihres zweiten Studioalbums Little Things und wurde am 21. Februar 2003 veröffentlicht.

## Inhalt
Livin’ My Life ist den Genres Vocal-Trance und Dance zuzuordnen und durch Synthesizer-Klänge geprägt. Silvy de Bie singt aus der Perspektive des lyrischen Ichs, das nach einem Schicksalsschlag sein Leben neu ordnet und wieder positiv in die Zukunft blickt. Dabei lässt es Ängste, negative Gedanken und schlaflose Nächte hinter sich zurück.

“I’m no longer frightened

No more sleepless nights

No more bruises on my soul

Troubles out of sight”

## Produktion
Der Song wurde von den Sylver-Mitgliedern Regi Penxten und Wout Van Dessel produziert, die beide auch als Autoren fungierten.

## Musikvideo
Bei dem zu Livin’ My Life gedrehten Musikvideo führte Hinrich Pflug Regie. Es verzeichnet auf YouTube über 700.000 Aufrufe (Stand März 2024). Das Video zeigt Sängerin Silvy de Bie, die in einem Raum auf einer Couch sitzt und den Song singt. Zudem sind zwei Hunde zu sehen, die in einer halbdunklen Halle angeleint sind, sich schließlich losreißen und durch die Gänge rennen. Wout Van Dessel steht derweil vor einer brennenden Wand. Nun sieht Silvy de Bie die Hunde im Fernsehen in ihrem Zimmer und steht ihnen kurz darauf selbst gegenüber. Am Ende erwacht sie an der Seite von Wout Van Dessel, auf dessen Schulter sie ihren Kopf gelegt hatte und vor dem Fernseher eingeschlafen war.

## Single

### Covergestaltung
Das Singlecover zeigt die beiden Sylver-Mitglieder Wout Van Dessel und Silvy de Bie, die den Betrachter anblicken. Oben im Bild befindet sich der weiße Schriftzug Sylver auf blauem Grund, während der Titel Livin’ My Life in Weiß und das Logo der Band im unteren Bildteil stehen. Der Hintergrund ist weiß-blau gehalten.

### Titelliste
1. Livin’ My Life – Radio Edit – 3:42
2. Livin’ My Life – Original Extended – 5:18
3. Livin’ My Life – Groove Coverage Mix – 6:33
4. Livin’ My Life – Filterheadz Vocal – 6:09

### Chartplatzierungen
Livin’ My Life stieg am 24. März 2003 auf Platz zehn in die deutschen Singlecharts ein und belegte in den folgenden beiden Wochen die Ränge 20 und 16. Insgesamt konnte es sich zehn Wochen lang in den Top 100 halten. Weitere Chartplatzierungen gelangen unter anderem in Belgien-Flandern mit Position fünf, Österreich mit Platz 40 und der Schweiz mit Rang 99.
| ChartsChartplatzierungen | Höchstplatzierung | Wochen |
| ------------------------ | ----------------- | ------ |
| Deutschland (GfK)        | 10 (10 Wo.)       | 10     |
| Österreich (Ö3)          | 40 (9 Wo.)        | 9      |
| Schweiz (IFPI)           | 99 (1 Wo.)        | 1      |
| Flandern (Ultratop)      | 5 (11 Wo.)        | 11     |

| ChartsJahrescharts (2003) | Platzierung |
| ------------------------- | ----------- |
| Flandern (Ultratop)       | 44          |